# مجلس القيصوم الإقليمي
مجلس القسوم الإقليمي أو المجلس الإقليمي القيصوم (بالعبرية: מועצה אזורית אל קסום‏)، موأتسا آزوريت القسوم) هو أحد المجلسين الإقليميين البدويين في النقب اللذين تم تشكيلهما نتيجة انقسام مجلس أبو بسمة الإقليمي في 5 نوفمبر 2012. يقع المجلس في شمال غرب صحراء النقب في إسرائيل.

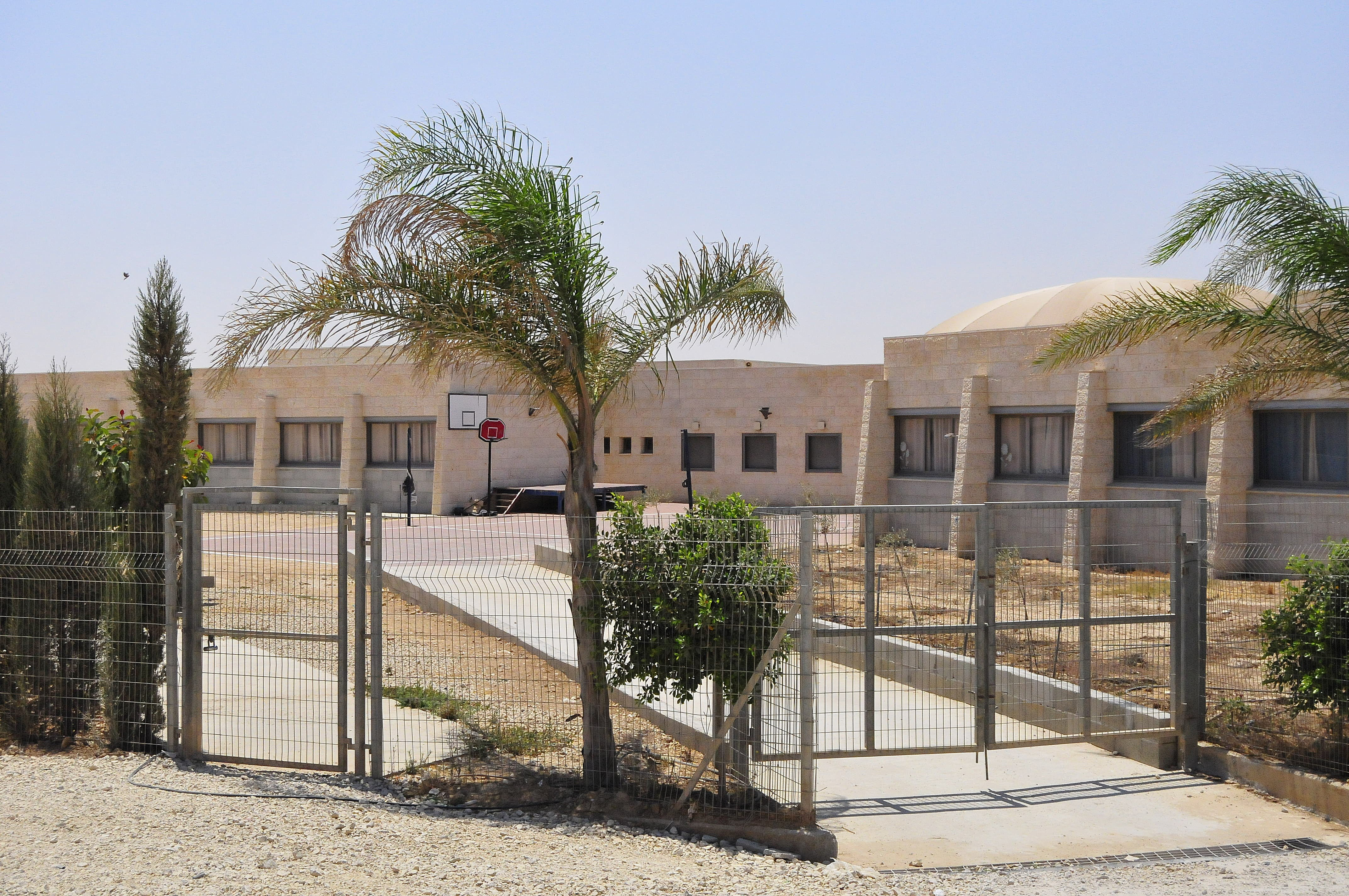
مدرسة في منطقة السيد التابعة لمجلس القيصوم الإقليمي

تتكون من 7 تجمعات بدوية معترف بها: ترابين الصانع، وأم الباطن ، والسيد، مولدا، ومكحول ، وكحلة (أبو رباعية)، والدريجات.

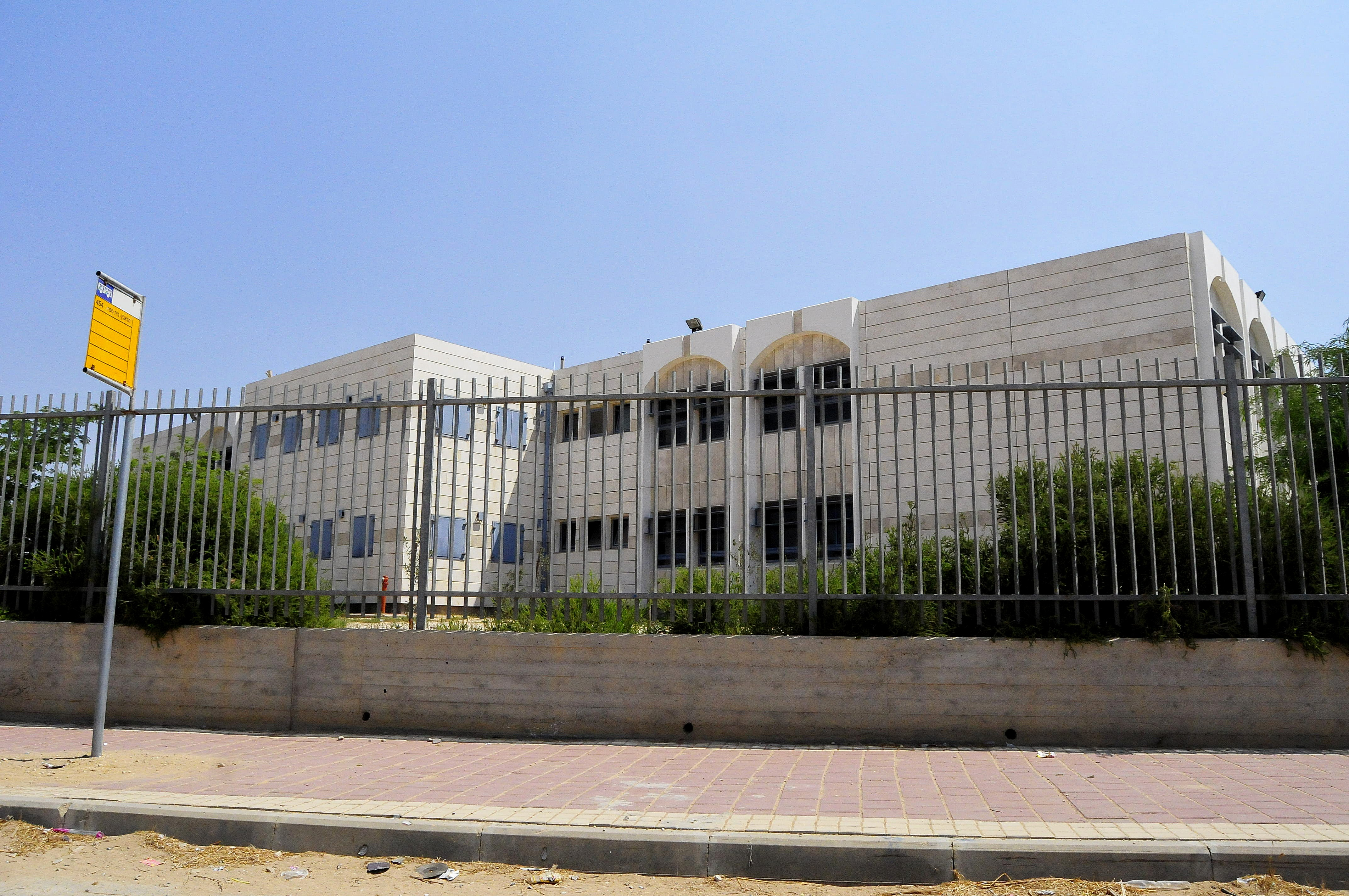
مدرسة ترابين الصانع

يبلغ إجمالي عدد السكان أكثر من 17240 (اعتبارًا من يونيو 2021)، وهناك أيضًا بدو يعيشون في قرى غير معترف بها ولا يُعرف عددهم بالتحديد، ويعد هذا المجلس بجانب مجلس واحة الصحراء المنطقة الرئيسية لتنفيذ خطة برافر، التي تم تعليقها في عام 2013.

## التاريخ

### الخلفية القانونية
كان بدو النقب قبل إنشاء إسرائيل مجتمعًا رعويًا شبه مرتحل يمر بعملية استقرار منذ الحكم العثماني للمنطقة. لم توفر الإدارة خلال فترة الانتداب البريطاني الإطار القانوني لتبرير ملكية الأراضي والحفاظ عليها، ومن أجل تسوية هذه القضية، تم تكييف سياسة الأراضي الإسرائيلية إلى حد كبير من أنظمة الأراضي العثمانية لعام 1858، باعتبارها الإطار القانوني الوحيد السابق، وهكذا قامت إسرائيل بتأميم معظم أراضي النقب باستخدام أنظمة أراضي الدولة منذ عام 1969 وخصصت معظمها للأغراض العسكرية والأمن القومي.[بحاجة لمصدر]

### التوطين

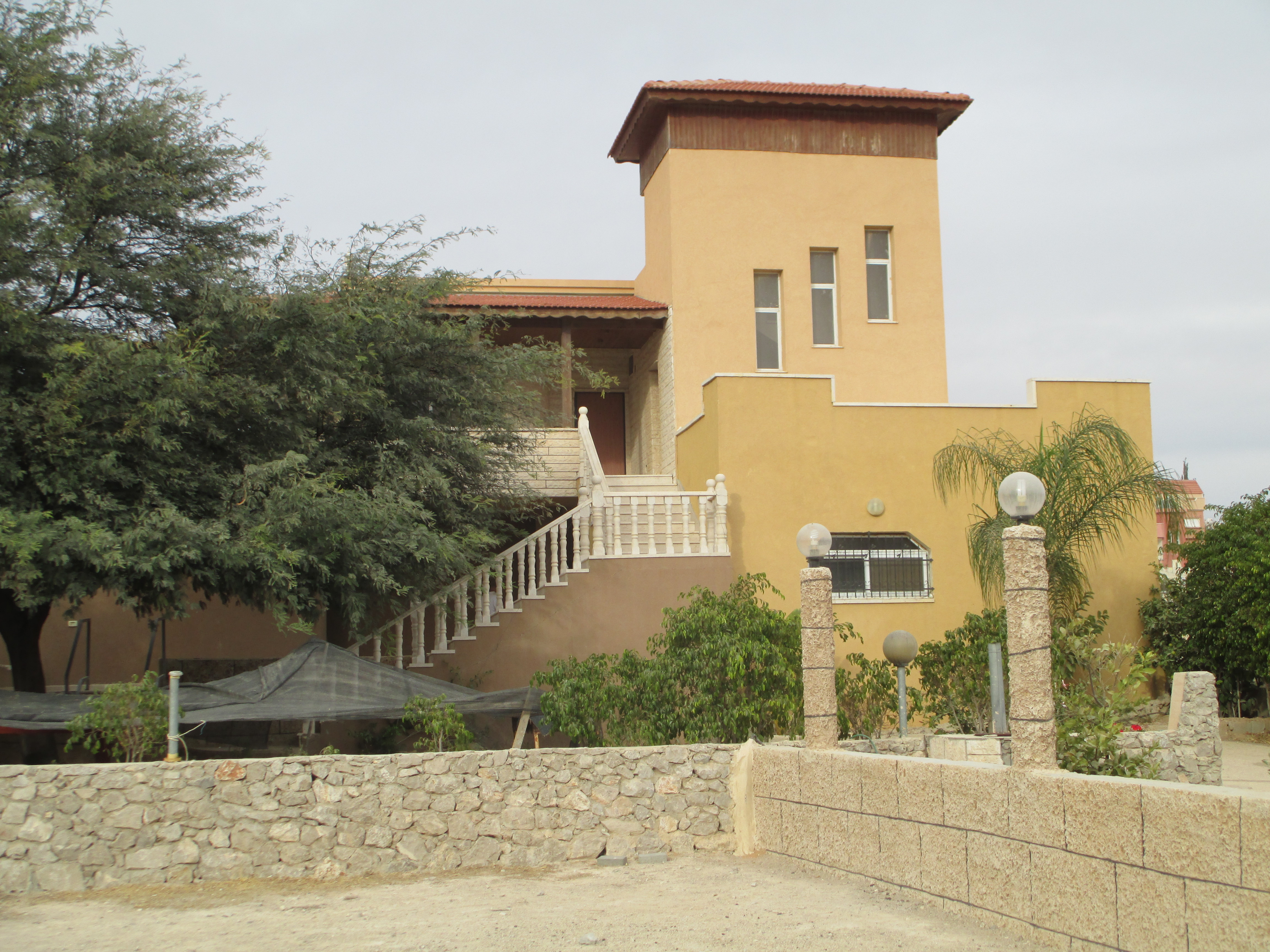
منزل في الدريجات

تصور خطة التقسيم التي أصدرتها الأمم المتحدة عام 1948، التي قبلها القادة اليهود، معظم النقب (بما في ذلك معظم أراضي الأجداد البدوية في النقب) كجزء من دولة عربية مخطط لها، مع وجود دولة إسرائيل اليهودية إلى الشمال في المناطق ذات الأغلبية اليهودية القائمة.[بحاجة لمصدر] ومع ذلك، بعد رفض الدول العربية لخطة الأمم المتحدة، وإعلانها اللاحق بالحرب على إسرائيل، ثم هزيمتها في النهاية في حرب 1948، أصبح النقب جزءًا من إسرائيل وأصبح بدو النقب مواطنين إسرائيليين.
واصلت الحكومة الإسرائيلية الجديدة سياسة توطين بدو النقب التي فرضتها السلطات العثمانية في أوائل القرن العشرين، وتضمنت المراحل الأولى من هذه العملية تنظيم الأراضي المفتوحة سابقًا والمستخدمة للرعي وإعادة توطين القبائل البدوية. في العقود التي تلت الحرب، كانت الحكومة الإسرائيلية قلقة بشأن ولاء بدو النقب للدولة الجديدة، وبالتالي أعادت توطين ثلثي السكان البدو الجنوبيين في منطقة مغلقة تحت سلطة الجيش الإسرائيلي،[بحاجة لمصدر] واستمر هذا الوضع حتى أواخر السبعينيات.

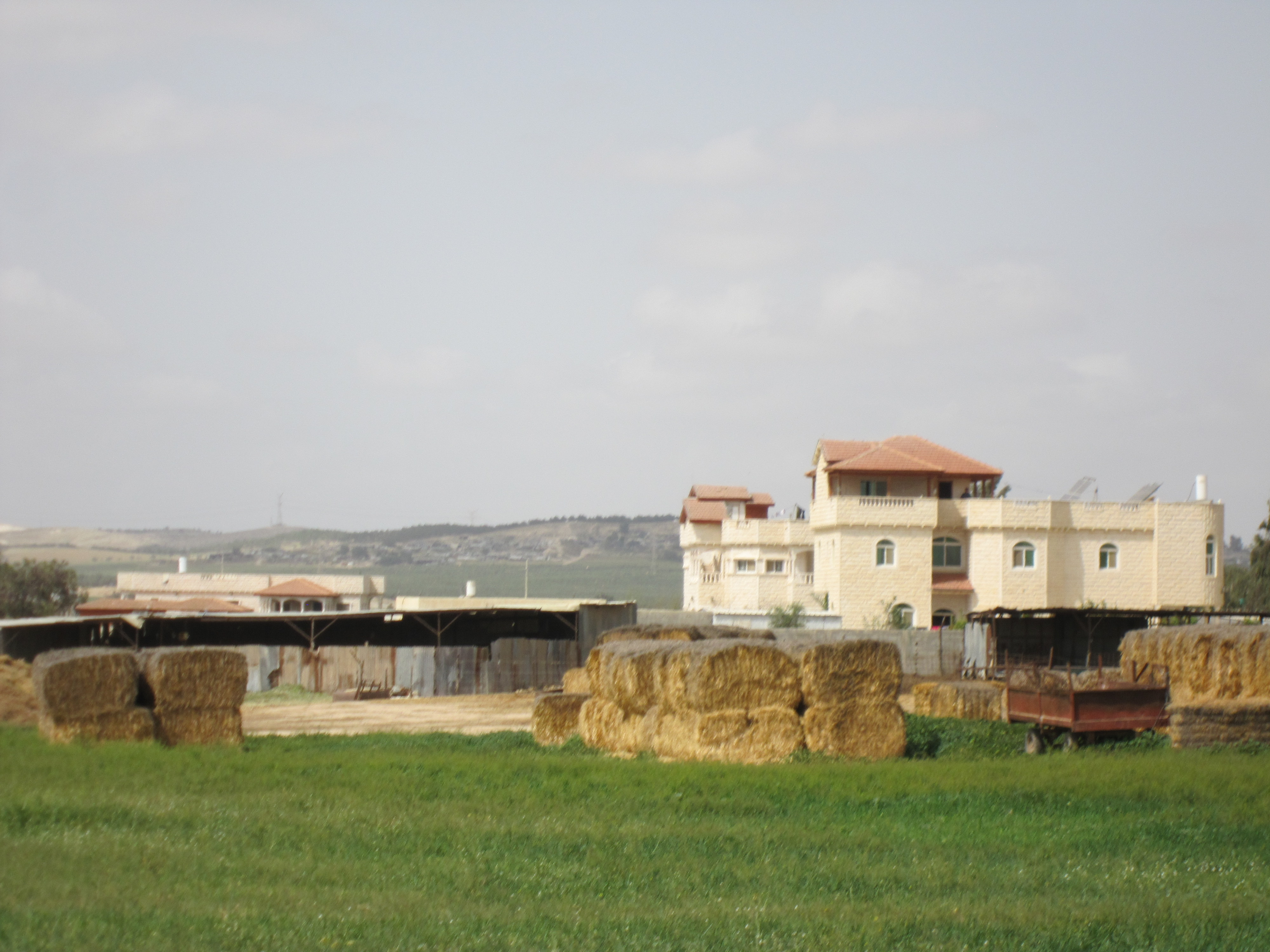
سكن ومزرعة خاصة في أم الباطن

استعادت الحكومة المدنية ابتداءً من الثمانينيات السيطرة على بدو شمال النقب من الجيش، وبدأت في إنشاء بلدات مبنية خصيصًا لهم بغرض توطينهم وتحضرهم، والسماح بتوفير الخدمات الحكومية، وروجت الحكومة لهذه المدن باعتبارها توفر ظروف معيشية أفضل وبنية تحتية مناسبة وإمكانية وصول إلى الخدمات العامة في مجالات الصحة والتعليم والصرف الصحي. استوعبت المدن المطورة الجديدة نسبة كبيرة من السكان البدو في النقب، لكنها لم تكن قادرة على التعامل مع جميع السكان البدو، وتسببت سمعتها اللاحقة بالجريمة وسوء الاقتصاد، إلى جانب التفضيل الثقافي للحياة الريفية، وقد دفع العديد من البدو إلى هجر هذه البلدات لصالح القرى الريفية التي لم توافق عليها الدولة.
تقدر الحكومة اليوم أن حوالي 60% من المواطنين البدو في إسرائيل يعيشون في بلدات مخططة بشكل دائم، بينما يعيش الباقون في قرى غير معترف بها تنتشر في جميع أنحاء النقب، وتُعتبر هذه القرى غير قانونية طبقًا للقانون الإسرائيلي، كما أن عمليات الهدم والإخلاء الدورية التي تقوم بها الشرطة، بجانب وضعها القانوني محل جدل كبير.

### مجلس أبو بسمة الإقليمي
قررت الحكومة في عام 2003 إنشاء مجلس إقليمي جديد يعرف باسم مجلس أبو بسمة الإقليمي، بغرض الإشراف على إعادة توطين وتنمية المجتمعات البدوية في المنطقة المحيطة ببئر السبع وديمونة وعراد، وقد اقترن ذلك بالاعتراف الرسمي بعدد من القرى البدوية الموجودة داخل المجلس من أجل تشجيع البدو على الانتقال من قرى أخرى غير معترف بها/غير قانونية إلى أماكن أخرى من النقب. 
تم إنشاء المجلس من قبل وزارة الداخلية الإسرائيلية في 28 يناير 2004. كان عدد سكان المجلس الإقليمي في ذلك الوقت حوالي 30 ألف بدوي ومساحة إجمالية قدرها 34 ألف دونم، مما يجعله المجلس الإقليمي الأكثر اكتظاظًا بالسكان في المنطقة الجنوبية ولكنه الأصغر من حيث الاختصاص، وكان هناك جدل كبير داخل المجتمع البدوي بشأن إنشاء هذا المجلس. قال المجلس الإقليمي للقرى غير المعترف بها إنه في حين أن إنشاء المجلس الإقليمي أبو بسمة سيشكل سابقة لتحويل القرى غير المعترف بها إلى غيتوهات حضرية معزولة من خلال تحديد حدودها في منطقة السكن وتقسيم معظم مناطق الرعي البدوية؛ هذا النوع من الاعتراف القانوني لم يستلزم إدخال المناطق التجارية أو الاعتراف بها بحكم الأمر الواقع من خلال توفير التعليم والصحة والنقل وخدمات النفايات البلدية بشكل عادل، والتي حُرم منها المجتمع البدوي وطالب بها لفترة طويلة.

### خطة برافر
وافقت الحكومة الإسرائيلية في سبتمبر 2011 على خطة تنمية اقتصادية مدتها 5 سنوات تسمى خطة برافر، أحد آثارها هو نقل حوالي 30.000 إلى 40.000 من بدو النقب من المناطق التي لا تعترف بها الحكومة إلى بلدات مُعترف بها حكوميًا.
ترتكز الخطة على اقتراح وضعه فريق برئاسة إيهود برافر، رئيس تخطيط السياسات في مكتب رئيس الوزراء، وجاء هذا الاقتراح بناء على توصيات اللجنة التي يرأسها قاضي المحكمة العليا المتقاعد إليعيزر غولدبرغ.  تم تعيين اللواء المتقاعد دورون ألموغ رئيسًا لهيئة الأركان لتنفيذ خطة توفير مكانة للمجتمعات البدوية في النقب، وقد تم تعيين الوزير بيني بيغن من قبل مجلس الوزراء لتنسيق تعليقات الجمهور والسكان البدو حول هذه القضية.
كانت خطة برافر جزءًا من جهد لتطوير النقب وتحقيق اندماج أفضل للبدو في المجتمع الإسرائيلي.[بحاجة لمصدر] وافقت الحكومة على استثمار ضخم بقيمة 1.2 مليار شيكل لتعزيز فرص العمل بين النساء والشباب البدو، وتم تخصيص الأموال لتطوير المناطق الصناعية، مثل عيدان هنيقب، وإنشاء مراكز التوظيف والتدريب المهني .

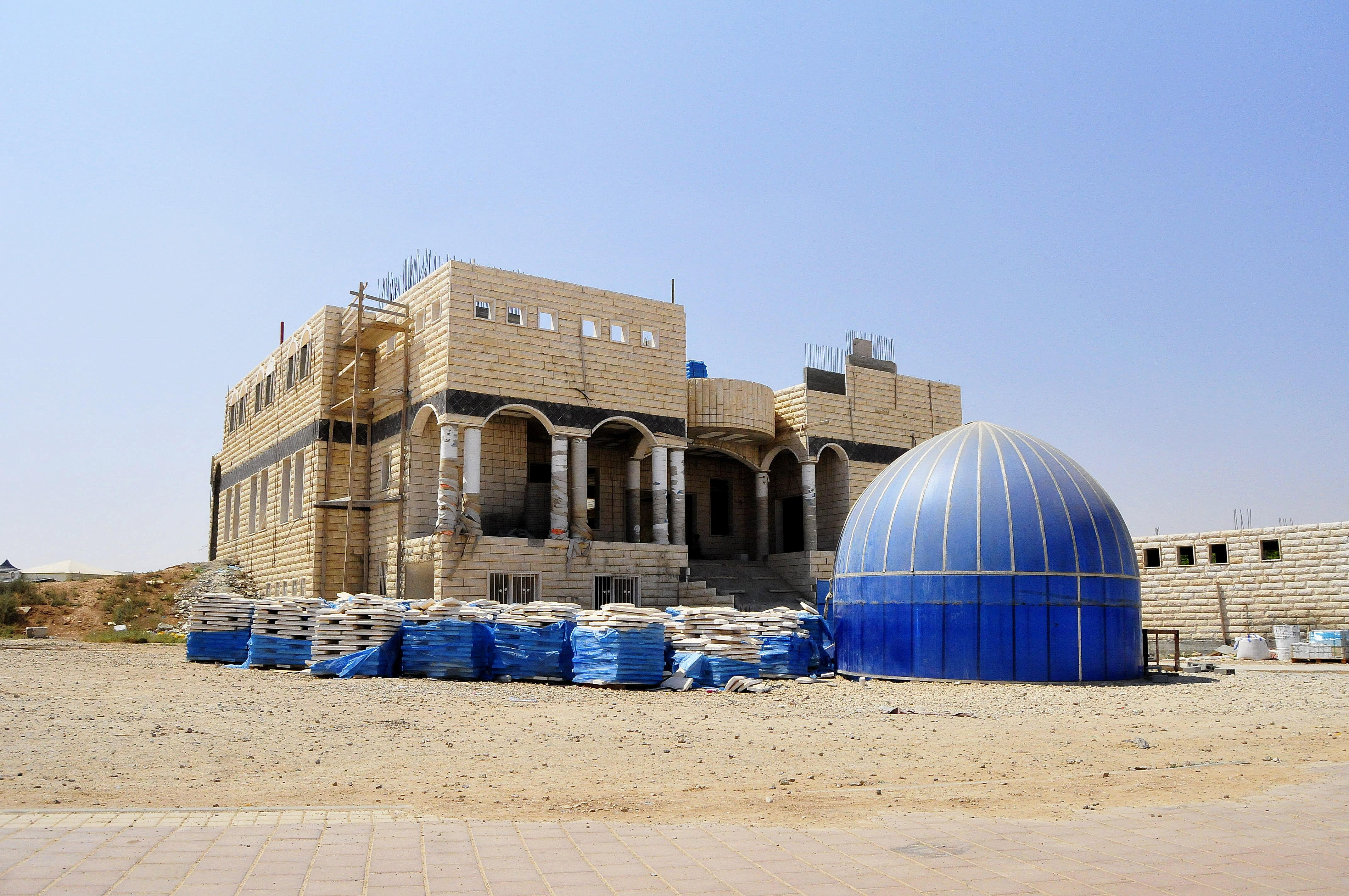
مسجد ترابين الصانع تحت الإنشاء، باستخدام قبة المسجد في مخيم ترابين القديم بالقرب من عومر.

وكجزء من هذه الخطة، سيتم الاعتراف رسميًا ببعض المجتمعات البدوية غير المعترف بها سابقًا في النقب وستحصل على جميع البنية التحتية الأساسية: الكهرباء والمياه والصرف الصحي والتعليم والخدمات الطبية، وكان أحد المبادئ الأساسية المُعلنة لهذه الخطة هو التعاون الوثيق مع المجتمعات البدوية المحلية.
أثارت خطة برافر أثارت عدة انتقادات، إذ يقول المنتقدون إنه سيحول تجريد البدو من ممتلكاتهم بموجب القانون، وسيصلون إلى نتيجة مفادها أن إعادة توطين البدو ستكون قسرية، بل إن البعض يتحدث عن التطهير العرقي. ونتيجة لذلك، أثارت هذه التصريحات انتقادات شديدة للخطة من قبل البرلمان الأوروبي. 
بعد عدد من الاتفاقيات السرية المنعقدة مع الدولة، انتقل جميع بدو قبيلةالترابين إلى بلدة بنيت لهم مع جميع وسائل الراحة - ترابين الصانع، وبعد المفاوضات، سيشارك بدو قبيلة العزازمة في تخطيط الحي الجديد الذي سيقام لهم غربي شقيب السلام، بالتعاون مع سلطة تنظيم استيطان البدو في النقب. 

## روابط خارجية
- الموقع الرسمي لمجلس أبو بسمة الإقليمي باللغتين العبرية والعربية
- بدو النقب
- أراضي النقب، فيلم قصير قدمته إدارة أراضي إسرائيل يصف التحديات التي تواجه توفير إدارة الأراضي والبنية التحتية للبدو في منطقة النقب جنوب إسرائيل.
- سيث فرانتزمان، عرض تقديمي لريغافيم حول النقب